# Rio Pirapòzinho
Rio Pirapòzinho är ett vattendrag i Brasilien.   Det ligger i delstaten São Paulo, i den södra delen av landet, 900 km sydväst om huvudstaden Brasília.
Trakten runt Rio Pirapòzinho består i huvudsak av gräsmarker. Runt Rio Pirapòzinho är det glesbefolkat, med 8 invånare per kvadratkilometer.